# اچ‌ام‌اس ونجنس (۱۸۲۴)
اچ‌ام‌اس ونجنس (۱۸۲۴) (به انگلیسی: HMS Vengeance (1824)) یک کشتی بود که طول آن ۱۹۳ فوت ۱۰ اینچ (۵۹٫۰۸ متر) بود. این کشتی در سال ۱۸۲۴ ساخته شد.